# HD 84447
HD 84447，又名CD-38 5850，SAO 200681、HR 3874，是一颗恒星，视星等为6.82，位于銀經268.11，銀緯10.32，其B1900.0坐标为赤經9h 40m 10.6s，赤緯-39° 10.32′ 43″。